# Anne Holt

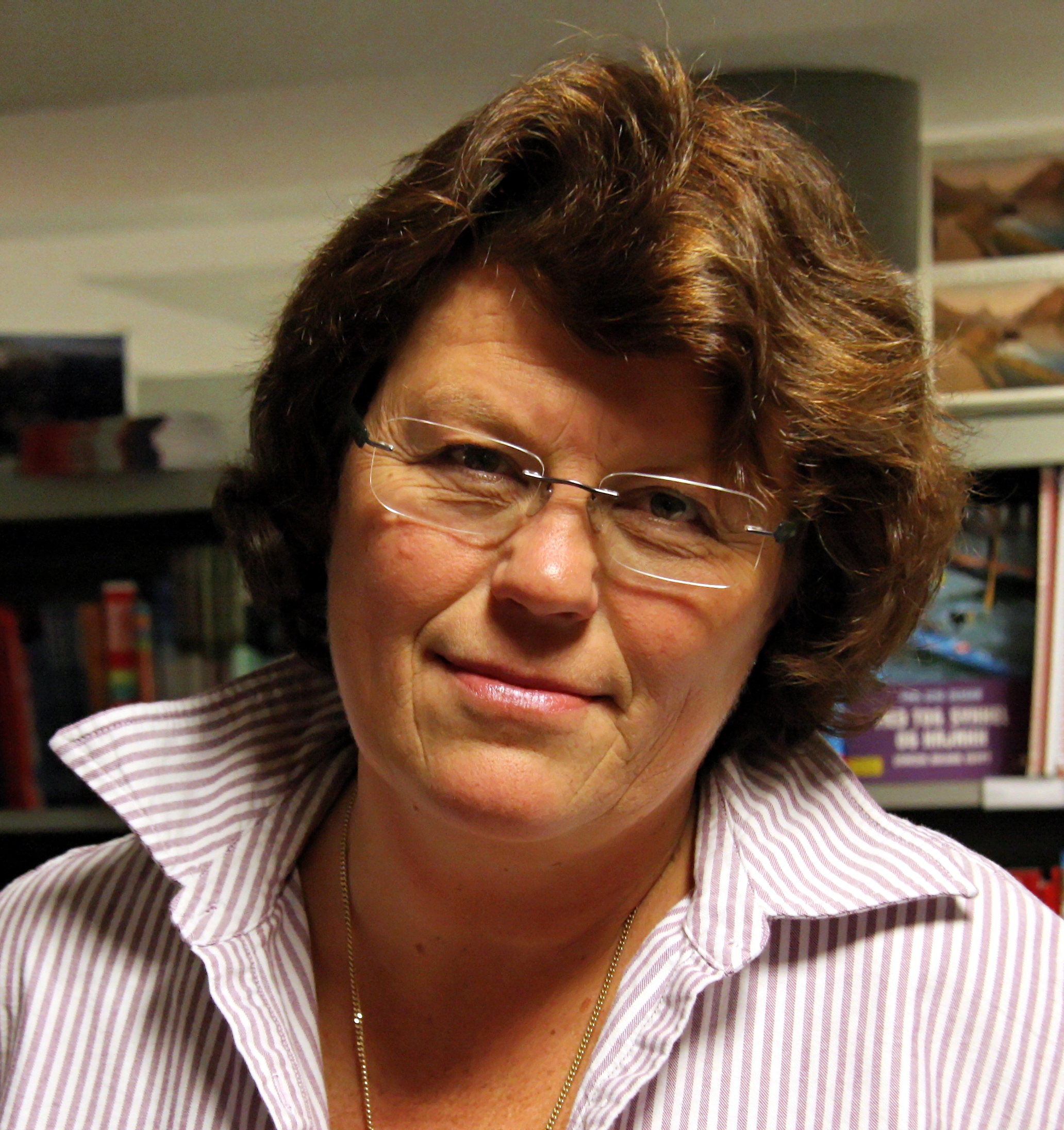
Anne Holt

Anne Holt (* 16. November 1958 in Larvik) ist eine norwegische Juristin, Kriminalautorin und ehemalige Justizministerin ihres Landes.

## Leben
Anne Holt studierte Rechtswissenschaften und arbeitete einige Zeit als Polizeijuristin und Rechtsanwältin. Vom 25. Oktober 1996 bis 4. Februar 1997 war die Sozialdemokratin Norwegens Justizministerin im Kabinett von Ministerpräsident Thorbjørn Jagland. Anfang der 1990er Jahre begann ihre Karriere als Autorin; zwei ihrer Kriminalromane verfasste sie gemeinsam mit ihrer ehemaligen Staatssekretärin im Justizministerium, Berit Reiss-Andersen.
Wie eine ihrer Hauptfiguren, die Kommissarin Hanne Wilhelmsen, lebt sie in eingetragener Lebensgemeinschaft mit ihrer Frau, der Schriftstellerin und Verlegerin Tine Kjær, zusammen.
Als wesentlichen Auslöser, über eine eigene Krimireihe mit einer weiblichen Protagonistin nachzudenken, nannte sie im Guardian-Interview die Gestalt von Detective Mary Beth Lacey (gespielt von Tyne Daly) aus der US-Fernsehserie Cagney & Lacey. Des Weiteren stellte sie ihre Top10 der historischen weiblichen Detektivcharaktere vor.
In ihrem Roman Ein kalter Fall (Piper 2017) schildert sie, wie sehr sich ein europäisches Land negativ verändern kann, wenn die Bevölkerung sich von islamistischem Terror im Innersten getroffen fühlt. Die komplexe Handlung spielt knapp drei Jahre nach den Breivik-Anschlägen.
Im Frühjahr 2024 wurde Anne Holts Bestseller um die Ermittlerin Hanne Wilhelmsen von den Amazon Studios verfilmt.
Die vierteilige Mini-Serie mit dem Titel 'Blind Spot' soll Anfang 2025 auf Amazon Prime Video Premiere haben.

## Auszeichnungen
- 1994: Riverton-Preis für Salige er de som tørster (dt.: Selig sind die Dürstenden)
- 1995: Bokhandlerprisen für Demonens død (dt.: Das einzige Kind)
- 2001: Cappelenprisen
- 2021: Radio-Bremen-Krimipreis[6]

## Romane
Die Hanne-Wilhelmsen-Serie
- 1993 Blind Gudinne
  - "Blinde Göttin", dt. von Gabriele Haefs; Rasch und Röhring, Hamburg 1995, ISBN 3-89136-536-5.
- 1994 Salige er de som tørster
  - "Selig sind die Dürstenden: Roman", dt. von Gabriele Haefs; Rasch und Röhring, Hamburg 1996, ISBN 3-89136-577-2.
- 1995 Demonens død
  - "Das einzige Kind: Roman", dt. von Gabriele Haefs; Piper, München; Zürich, 1998, ISBN 3-492-04011-X.
- 1997 Løvens gap (mit Berit Reiss-Andersen)
  - "Im Zeichen des Löwen: Roman", dt. von Gabriele Haefs; Piper, München; Zürich 1999, ISBN 3-492-04148-5.
- 1999 Død joker
  - "Das achte Gebot: Roman", dt. von Gabriele Haefs; Piper, München; Zürich 2001, ISBN 3-492-04250-3.
- 2000 Uten ekko (mit Berit Reiss-Andersen)
  - "Das letzte Mahl: Roman", dt. von Gabriele Haefs; Piper, München; Zürich 2003, ISBN 3-492-27057-3.
- 2003 Sannheten bortenfor
  - "Die Wahrheit dahinter: Roman", dt. von Gabriele Haefs; Piper, München; Zürich 2004, ISBN 3-492-04609-6.
- 2007 1222
  - "Der norwegische Gast: Kriminalroman", dt. von Gabriele Haefs; Piper München; Zürich 2008, ISBN 978-3-492-04693-0.
- 2015 Offline
  - "Ein kalter Fall: Kriminalroman", dt. von Gabriele Haefs; Piper, München; Berlin; Zürich 2017, ISBN 978-3-492-05471-3.
- 2016 I støv og aske
  - "In Staub und Asche: Kriminalroman", dt. von Gabriele Haefs; Piper, München 2018, ISBN 978-3-492-05697-7.
- 2021 Det ellevte manus
  - "Das elfte Manuskript: Ein Fall für Hanne Wilhelmsen", dt. von Gabriele Haefs; Atrium Verlag, Zürich 2024, ISBN 978-3-85535-687-4.

Die Sara Zuckerman-Serie
(zusammen mit ihrem Bruder Even Holt)
- 2010, Flimmer
  - "Kammerflimmern: Thriller", dt. von Gabriele Haefs; Piper, München; Zürich 2011, ISBN 978-3-492-05397-6.
- 2014 Sudden Death
  - "Infarkt: Thriller", dt. von Gabriele Haefs; Piper, München; Zürich 2015, ISBN 978-3-492-05603-8.

Die Vik//Stubø-Serie
- 2001 Det som er mitt
  - "In kalter Absicht: Roman", dt. von Gabriele Haefs; Piper, München; Zürich 2002, ISBN 3-492-04423-9.
- 2004 Det som aldri skjer
  - "Was niemals geschah: Roman", dt. von Gabriele Haefs; Piper, München; Zürich 2005, ISBN 3-492-04762-9.
- 2006 Presidentens valg
  - "Die Präsidentin: Kriminalroman", dt. von Gabriele Haefs; Piper, München 2007, ISBN 978-3-492-04692-3.
- 2009 Pengemannen
  - "Gotteszahl: Kriminalroman", dt. von Gabriele Haefs; Piper, München; Zürich 2010, ISBN 978-3-492-05395-2.
- 2012 Skyggedød
  - "Schattenkind: Kriminalroman", dt. von Gabriele Haefs; Piper, München; Zürich 2013, ISBN 978-3-492-05396-9.

Die Selma Falck-Serie
- 2019 En grav for to
  - "Ein Grab für zwei: Selma Falcks erster Fall: Kriminalroman", dt. von Gabriele Haefs; Atrium Verlag, Zürich 2021, ISBN 978-3-85535-121-3.
- 2020 Furet/værbitt
  - "Ein notwendiger Tod: Selma Falcks zweiter Fall: Kriminalroman", dt. von Gabriele Haefs; Atrium Verlag, Zürich 2022, ISBN 978-3-85535-124-4.
- 2021 Mandela-effekten 
  - "Eine Idee von Mord: Selma Falcks dritter Fall", dt. von Gabriele Haefs; Atrium Verlag, Zürich 2023, ISBN 978-3-85535-125-1.

Zwei kunterbunte Freundinnen-Reihe
- 2010 Mai-Britt, Mars-Britt og campingvogna
  - "Das Chaos wohnt nebenan (Bd. 1)", dt. von Maike Dörries; Oetinger Verlag, Hamburg 2013, ISBN 978-3-7891-3720-4.
- 2011 Mai-Britt, Mars-Britt og mopsen muntermor
  - "Ein Mops mit Namen Möhrchen (Bd. 2)", dt. von Maike Dörries; Oetinger Verlag, Hamburg 2014, ISBN 978-3-7891-3722-8.

Romane
- 1997 Mea Culpa
  - "Mea Culpa: Roman", dt. von Gabriele Haefs; Orlanda Verlag, Berlin 2003, ISBN 3-936937-01-X.
- 1998 Mit Erik Langbråten: I hjertet av VM: En fotballreise
- 1999 Bernhard Pinkertons store oppdrag

## Hörbücher auf Deutsch (Auswahl)
- 2008: Der norwegische Gast, Hörbuch Hamburg, gelesen von Ulrike Grote, 5 CDs 386 Min., ISBN 978-3-89903-635-0
- 2010: Die Gotteszahl, Hörbuch Hamburg, Osterwold Audio, gelesen von Andreas Fröhlich, gekürzt 5 CDs 396 Min., ISBN 978-3-86952-055-1
- 2011: Kammerflimmern, Hörbuch Hamburg, gelesen von Sandra Borgmann, 5 CDs 372 Min.; ISBN 978-3-86952-091-9

## Filme
- Modus (deutscher Titel: Modus – Der Mörder in uns), Fernsehserie (2015–2017); Staffel 1 – Vorlage: Pengemannen (Gotteszahl); Staffel 2 – Vorlage: Presidentens valg (Die Präsidentin)
- Saligä äro de som törsta (deutscher Titel: Rache für meine Tochter) (1997); Vorlage: Salige er de som tørster (Selig sind die Dürstenden)
- Blind gudinne (deutscher Titel: Justitia – Blinde Göttin), Fernsehfilm (1997); Vorlage: Blind Gudinne (Blinde Göttin)[7]